# پی‌یر مگلون
پی‌یر مگلون (فرانسوی: Pierre Maguelon‎؛ ۷ آوریل ۱۹۳۳ – ۱۰ ژوئیهٔ ۲۰۱۰) بازیگر اهل فرانسه بود.
از فیلم‌ها یا برنامه‌های تلویزیونی که وی در آن نقش داشته‌است می‌توان به سیرانو دو برژراک، جذابیت پنهان بورژوازی، خالکوبی، شبح آزادی، دزد کوچک، کانون زناشویی، پدر پرافتخار من، یک پسر بد، راه شیری، آلیس و مارتین، و بومرنگ اشاره کرد.